# Somerset-Oos
Somerset-Oos este un oraș din Provincia Eastern Cape, Africa de Sud.